# 凯旋门大厦
凯旋门大厦是一棟位在中國天津的摩天大樓，高度145公尺，面積54000平方公尺。1994年開始建造，完工時是中國第一棟拱形的摩天大樓，同時也是天津當時最高的大樓。